# Anoreksja wieku podeszłego
Anoreksja wieku podeszłego – zmniejszenie masy ciała poniżej normy u osób starszych wiążące się ze spadkiem podstawowej przemiany materii oraz utratą apetytu towarzysząca procesowi starzenia. W przeciwieństwie do typowej anoreksji (jadłowstrętu psychicznego) anoreksja wieku podeszłego nie ma związku z negatywnym postrzeganiem swojego ciała i chęcią schudnięcia. Szacuje się, że jadłowstręt u osób powyżej 65 roku życia występuje u 20-25% Europejczyków i prowadzi do zmniejszenia spożycia kalorii, obniżenia spożywanych składników odżywczych oraz przyczynia się do pogorszenia stanu odżywienia (przyczynia się do niedożywienia białkowo-kalorycznego), a to dodatkowo pogarsza stan zdrowia osoby starszej. Anoreksja wieku podeszłego wiąże się również z ryzykiem rozwoju sarkopenii i zespołu słabości, jest przyczyną zwiększonej chorobowości i śmiertelności wśród osób starszych. Pod kątem schorzenia anoreksji wśród osób starszych powinny być diagnozowane szczególnie osoby zamieszkujące domy pomocy społecznej oraz osoby hospitalizowane i mieszkające samotnie. Istnieje wiele czynników odpowiedzialnych za spadek spożycia żywności u osób powyżej 65 roku życia, zalicza się do nich czynniki fizjologiczne, patologiczne oraz środowiskowe.

## Przyczyny[2]
Istnieje wiele przyczyn występowania anoreksji wieku podeszłego u osób powyżej 65 roku życia. Przyczyny opisanego schorzenia można podzielić na trzy główne kategorie:
- Czynniki związane z procesem starzenia (fizjologiczne): zmiany wydzielania hormonów peptydowych regulujących łaknienie lub spadek wrażliwości na ich działanie (hormony takie jak cholecystokininę, glukagonopodobny peptyd 1, grelinę, peptyd YY), zmiany w centralnym mechanizmie kontroli apetytu, zmniejszenie percepcji węchu i smaku (związany z procesem spadku liczby i wrażliwości brodawek językowych, zmian zachodzących w strukturze nabłonka jamy nosowej oraz zmniejszonym wydzielaniem śluzu, które upośledza zdolność regeneracji komórek receptorowych), opóźnione opróżnianie żołądka (co prowadzi do uczucia szybkiej sytości), obniżenie spoczynkowej przemiany materii
- Czynniki patologiczne: ostre i przewlekłe stany chorobowe, liczne stany zapalne, depresja, apatia, częste zaburzenia nastroju, przewlekłe bóle (szacunkowo występujące aż u połowy starszych osób) i częste zaparcia, polipragmazja, interwencje dietetyczne (takie jak narzucone restrykcje żywieniowe w celu utrzymania zdrowia osoby starszej, na przykład ograniczenie spożycia soli lub tłuszczu w wyniku podwyższenia cholesterolu), problemy z uzębieniem, przyjmowanie dużej ilości leków (co również może prowadzić do obniżonej percepcji smaku oraz węchu)
- Czynniki środowiskowe: stan cywilny (samotność), ubóstwo, izolacja społeczna, brak pomocy domowej, zaniedbania opiekunów i rodziny, fizyczne i psychiczne nadużycia (ale również użycie siły wobec starszych i niedołężnych osób), niepełnosprawność, brak wiedzy żywieniowej i powielanie mitów dotyczących jedzenia

Do przyczyn występowania anoreksji wśród osób starszych można również zaliczyć spadek aktywności fizycznej, który prowadzi do osłabienia mięśni oraz zmniejszenia zapotrzebowania na ilość spożywanych kalorii, ale także do niewydolności oddechowej oraz różnych chorób wpływających pośrednio na zaburzenie odżywiania.

## Objawy[1][3]
Jadłowstręt u osób starszych bardzo rzadko powiązany jest z dążeniem do uzyskania szczupłej sylwetki, uzyskania nieprawidłowej, skrajnie niskiej masy ciała lub przekonaniem o posiadaniu nadmiernej masy ciała. Do typowych objawów anoreksji wieku podeszłego można zaliczyć czynniki takie, jak:
- Znaczny spadek ilości spożywanego pokarmu
- Postępujący spadek masy ciała, który nie jest zmartwieniem dla pacjenta i nie zwiększa ilości spożywanych pokarmów
- Skargi na różne dolegliwości żołądkowo-jelitowe (takie jak nieokreślone bóle brzucha, dyskomfort w okolicy jamy brzusznej, czy też stałe poczucie sytości i pełności żołądka)
- Obniżona mobilność
- Niedowaga w stosunku do norm (poniżej BMI odpowiedniego dla danego wieku)
- Brak sił/motywacji lub chęci do robienia zakupów i gotowania
- Zapominanie o posiłkach
- Oszczędzanie na jedzeniu